# Новый Рогачик
Но́вый Рога́чик — посёлок городского типа в Городищенском районе Волгоградской области России, образует Новорогачинское городское поселение.
Население - 6082 (2024)

## История
Основан в 1909 году переселенцами из Херсона. Первоначально назывался посёлок Новорогачевский. Согласно Алфавитному списку населённых мест Области Войска Донского 1915 года в посёлке Новорогачевском Второго Донского округа Области Войска Донского проживало 92 души мужского и 84 женского пола, имелось 25 дворов.
В 1921 году в составе Второго Донского округа включён в состав Царицынской губернии
По материалам Всесоюзной переписи населения на 17 декабря 1926 года посёлок Ново-Рогачинский относился к Н.-Рогачинскому сельскому совету Сталинградской волости Сталинградской уезда Сталинградской губернии.
В 1928 году включён в состав Сталинградского района Сталинградского округа Нижневолжского края (с 1934 года - Сталинградский край). В 1935 году посёлок Ново-Рогачинский включен в состав Песчанского района (с 1938 года - Городищенский район) Сталинградского края (с 1936 года - Сталинградской области, с 1961 года - Волгоградская область). С 1963 по 1977 год посёлок Новый Рогачик входил в состав Калачёвского района. Включен в состав вновь образованного Городищенского района в 1977 году.
В конце 1940-х — начале 1950-х годов в состав Нового Рогачика был включён хутор Синеоковский, который находился с противоположной стороны от Нового Рогачика через железную дорогу.

## География
Новый Рогачик расположен в степной зоне на юге Приволжской возвышенности, относящейся к Восточно-Европейской равнине, на реке Червлёная, на высоте около 55 метров над уровнем моря. Рельеф местности равнинный, осложнён балками и оврагами. Близ посёлка проходит Волго-Донской канал. Почвенный покров комплексный: почвы каштановые солонцеватые и солончаковые и солонцы (автоморфные).
По автомобильным дорогам расстояние до центра Волгограда составляет 39 км, до районного центра посёлка Городище - 46 км. Через посёлок проходит федеральная автодорога А260. Железнодорожная станция Карповская на линии Волгоград — Морозовск. В двух километрах от посёлка находится Береславский порт на канале Волга-Дон.
Климат
Климат умеренный континентальный с жарким летом и малоснежной, иногда с большими холодами, зимой. Согласно классификации климатов Кёппена климат характеризуется как влажный континентальный (индекс Dfa). Температура воздуха имеет резко выраженный годовой ход. Среднегодовая температура положительная и составляет +8,3 °С, средняя температура января -7,0 °С, июля +24,3 °С. Расчётная многолетняя норма осадков - 383 мм, наибольшее количество осадков выпадает в декабре (41 мм) и июне (39 мм), наименьшее в феврале, марте и октябре (по 24 мм).
Часовой пояс
Новый Рогачик, как и вся Волгоградская область, находится в часовой зоне МСК (московское время). Смещение применяемого времени относительно UTC составляет +3:00.

## Население
По материалам Всесоюзной переписи населения на 17 декабря 1926 года в посёлке Ново-Рогачинский было 43 хозяйства, проживало 254 человек (137 мужчин и 113 женщины), преобладающая народность — русские.
По состоянию на 1 января 1936 года в Новом Рогачике было 144 хозяйства, проживало 543 человека, преобладающая национальность — украинцы. Работали акушерский пункт, больница и неполная средняя школа.
Динамика численности населения по годам:
| 1915 | 1926 | 1936 |
| ---- | ---- | ---- |
| 176  | 254  | 543  |

| 1979  | 1989  | 2002  | 2009  | 2010  | 2012  | 2013  |
| ----- | ----- | ----- | ----- | ----- | ----- | ----- |
| 5195  | ↗6192 | ↗7558 | ↗7932 | ↘7166 | ↘7158 | ↘7084 |
| 2014  | 2015  | 2016  | 2017  | 2018  | 2019  | 2020  |
| ↘7067 | ↘7061 | ↘7023 | ↘6992 | ↘6924 | ↘6816 | ↘6709 |
| 2021  | 2023  | 2024  |       |       |       |       |
| ↘6383 | ↘6179 | ↘6082 |       |       |       |       |

## Инфраструктура
В посёлке расположены: дом культуры, детский сад, средняя школа, спортивная школа и школа искусств.

## Персоналии
- Крыжановский, Алексей Анатольевич — пятикратный чемпион мира по прыжкам на батуте, заслуженный мастер спорта.[30]